# Katharina Truppe
Katharina Truppe (Villach, 15 de enero de 1996) es una deportista austríaca que compite en esquí alpino.
Participó en los Juegos Olímpicos de Pekín 2022, obteniendo una medalla de oro en la prueba de equipo mixto.
Ganó dos medallas en el Campeonato Mundial de Esquí Alpino, en los años 2019 y 2025. En la Copa del Mundo consiguió una victoria y cinco podios en total.

## Palmarés internacional
| Juegos Olímpicos   | Juegos Olímpicos   | Juegos Olímpicos  | Juegos Olímpicos     |
| Año                | Lugar              | Medalla           | Prueba               |
| ------------------ | ------------------ | ----------------- | -------------------- |
| 2022               | Pekín (China)      | Medalla de oro    | Equipo mixto         |
| Campeonato Mundial |                    |                   |                      |
| Año                | Lugar              | Medalla           | Prueba               |
| 2019               | Åre (Suecia)       | Medalla de plata  | Equipo mixto         |
| 2025               | Saalbach (Austria) | Medalla de bronce | Combinada por equipo |